# Skedevi socken
Skedevi socken i Östergötland ingick i Finspånga läns härad, ingår sedan 1971 i Finspångs kommun och motsvarar från 2016 Skedevi distrikt.
Socknens areal är 379,70 kvadratkilometer, varav 256,40 land. År 2000 fanns här 2 139 invånare. Tätorten Rejmyre med Rejmyre kyrka samt kyrkbyn Skedevi med sockenkyrkan Skedevi kyrka ligger i denna socken. 

## Administrativ historik
Skedevi socken har medeltida ursprung. 
Vid kommunreformen 1862 övergick socknens ansvar för de kyrkliga frågorna till Skedevi församling och för de borgerliga frågorna till Skedevi landskommun. Landskommunen inkorporerades 1952 i Hävla landskommun och ingår sedan 1971 i Finspångs kommun. Församlingen uppgick 2013 i Finspångs församling.
1 januari 2016 inrättades distriktet Skedvi, med samma omfattning som församlingen hade 1999/2000.
Socknen har tillhört samma fögderier och domsagor som Finspånga läns härad. De indelta soldaterna tillhörde  Första livgrenadjärregementet, Östanångs kompani och Andra livgrenadjärregementet, Tjusts kompani.

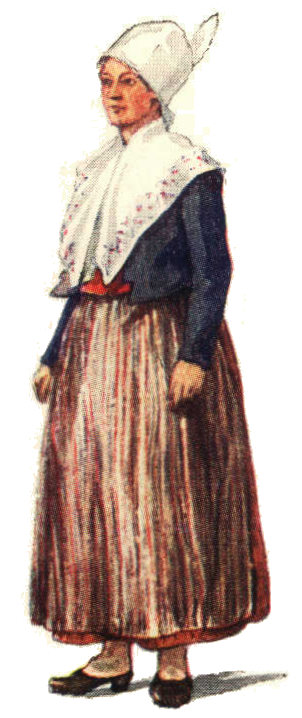
Skedevidräkten från Skedevi socken

## Geografi
Skedevi socken ligger kring sjön Hunn och söder om Tisnaren. Socknen är en småkuperad sjörik skogsbygd.

## Fornlämningar
Kända från socknen är åtta gravfält och två fornborgar från järnåldern. En runristning är känd.

## Namnet
Namnet (1350-talet Skædhwi) består av förleden Sked- och efterleden -vi. -vi betyder 'helig plats, kultplats'. För förledet finns olika tolkningar. En tolkning är att det skulle vara samma ord som det fornvästnordiska skeið 'kapplöpningsbana', och att det då skulle tyda på att det på platsen förekommit religiösa ritualer där hästkapplöpning eller hingsthetsning har ingått. En senare tolkning är att förledet innehåller dialektordet sked 'planka, bräde'. Ett skædhwi skulle då kunna vara en kultplats som är omgärdad med bräder.  
Andra tolkningar av namnet har också gjorts där då förledet tolkas som "skede" i betydelsen "rågång, avtagsväg" och att slutledet "vi" skulle vara en förkortning av det fornnordiska ordet "vidher" (skog) vilket då skulle kunna ge betydelsen "rågången i skogen" m.m. Denna tolkning är dock inte bland de mest framhållna.